# 一心太助

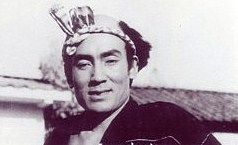
大友柳太郎が演じる一心太助。『天下の御意見番を意見する男』（1947、大映）

一心太助（いっしんたすけ）は、小説・戯曲・講談などに登場する人物。架空の人物とされている。初出は「大久保武蔵鐙」とされる。

## 人物
職業は魚屋。義理人情に厚く、江戸っ子の典型として描かれることが多い。三代将軍・徳川家光の時代に、戦国の遺風を伝える大久保彦左衛門のもとで活躍したとされる。
名の由来は、腕に「一心如鏡、一心白道」（いっしんにょきょう、いっしんびゃくどう）の入れ墨があったことから。一心如鏡は読み下せば「一心鏡の如し」、白道は二河白道（極楽浄土へ続くとされる道）を指す。
架空の人物というのが定説であり、神奈川県小田原の老舗魚問屋「鮑屋」の主人がそのモデルだとされている。一方、松前屋五郎兵衛建立の「一心太助石塔」と書かれた太助の墓が、港区白金立行寺の大久保家墓所の傍、それも彦左衛門の一番近くに立っており、太助は実在の人物で、若いころ大久保彦左衛門の草履取りだったともいう。
大久保彦左衛門は小田原藩祖・大久保忠世の弟であり、魚市場で有名な東京の築地は、当時小田原町と呼ばれたほど小田原から移り住んだ者が多くいた町だったが、物語の原型はそこで成立したようである。
実録本『大久保武蔵鐙（あぶみ）』によって大久保政談にからんで登場、浅草茅町の穀商松前屋五郎兵衛の無実の罪を晴らす役割を果たした。
数多くのドラマ、演劇などに登場し、ドラマ中、彼のトレードマークの一つ「一の魚」は魚運搬専用のトラックなどに多く採用されている。

## 伝説
一心太助は百姓であったが、あるとき領主の大久保彦左衛門に意見したのが気に入られ、大久保家で奉公することとなる。
大久保彦左衛門の皿を誤って1枚割ってしまった腰元お仲が手討ちで殺されそうになるのを、一心太助が知る。一心太助は彦左衛門の前で残りの皿7枚を割り、彦左衛門がお仲および一心太助を許す。一心太助は、お仲と結婚し、武家奉公をやめてお仲の実家の魚屋で働くこととなる。その後も、彦左衛門に意見し協力することとなる。

## 登場する主な作品

### 講談
- 「大久保政談・一心太助」

### 歌舞伎
- 「芽出柳翠緑松前」（めだしやなぎみどりのまつまえ）(明治21) 河竹黙阿弥作[2]
- 「江戸ッ子繁昌記 御存知一心太助」(昭和42) 小国英雄シナリオ、福田善之作・演出[3]

### 映画
- 「一心太助」（1930年、日活、監督：稲垣浩、主演：片岡千恵蔵）
- 「お馴染　一心太助」（1933年、松竹キネマ、監督：秋山耕作、主演：坂東好太郎）
- 「一心太助」（1938年、日活、監督：菅沼完二、主演：尾上菊太郎）
- 「天晴れ一心太助」（1945年、東宝、監督：佐伯清、脚本：黒澤明、主演：榎本健一）
- 「天下の御意見番を意見する男」（1947年、大映、監督：木村恵吾、脚本：依田義賢、主演：大友柳太郎）
- 「江戸っ子祭」（1958年、大映、監督：島耕二、脚本：小国英雄、主演：長谷川一夫）
- 「一心太助　天下の一大事」（1958年、東映、監督：沢島忠、主演：中村錦之助）
- 「江戸の名物男　一心太助」（1958年、東映、監督：沢島忠、主演：中村錦之助）
- 「一心太助　男の中の男一匹」（1959年、東映、監督：沢島忠、主演：中村錦之助）
- 「家光と彦左と一心太助」（1961年、東映、監督：沢島忠、主演：中村錦之助）
- 「天下の御意見番」（1962年、東映、監督：松田定次、主演：月形龍之介、太助役：松方弘樹）
- 「サラリーマン一心太助」（1962年、東映、監督：沢島忠、主演：中村賀津雄）
- 「一心太助　男一匹道中記」（1963年、東映、監督：沢島忠、主演：中村錦之助）
- 「一心太助 江戸っ子祭り」（1967年、東映、監督：山下耕作、主演：舟木一夫）
- 「サイボーグ一心太助」（2025年、エクストリーム、監督：河崎実、主演：小松準弥）[4]

### テレビドラマ
- 「彦左と一心太助」（1969年、TBS、全52話、監督：山崎大助、主演：山田太郎）
- 「一心太助」（1971年、フジテレビ、全25話、監督：下村克二、主演：杉良太郎）
- 「江戸を斬る 梓右近隠密帳」（1973年、TBS、演：松山省二）
- 「長七郎天下ご免!」（1979年～1982年、テレビ朝日、演：大和田獏）
- 「江戸っ子祭」（1981年、フジテレビ「時代劇スペシャル」、監督：森一生、主演：井上順、田中健）
- 「長七郎江戸日記」（1988年、日本テレビ、スペシャル「一心太助とご落胤・男一匹ここにあり」、監督：牧口雄二、演：藤岡琢也）
- 「家光と彦左と一心太助～天下の一大事～」（1989年、ANB、新春時代劇スペシャル、監督：舛田利雄、主演：仲村トオル）
- 「大暴れ!一心太助　天下の御意見番大久保彦左衛門罷り通る」（1990年、日本テレビ、痛快時代劇スペシャル、監督：山下耕作、主演：風間杜夫）
- 「将軍家光忍び旅」（1990年～1993年、テレビ朝日、演：三波豊和）
- 「スキッと一心太助」（1999年、NHK総合、金曜時代劇、全24話、主演：緒形直人）
- 「ホリデイ〜江戸の休日〜」（2023年、テレビ東京、新春ドラマスペシャル、演：高嶋政伸）

### 漫画
- 「マンガ日本の古典 23 三河物語」（安彦良和 1995年 中央公論社）

### 演歌
- 「一心太助」（橋幸夫）
- 「豊後の一心太助」（鳥羽一郎）
- 「美律子の一心太助」（中村美律子）
- 「男!一心太助」（山田太郎）
- 「一心太助江戸っ子祭り」（舟木一夫）

### ゲーム
- 「悪代官3」（2007年、グローバル・A・エンタテインメント）

### その他
- 江戸っ子ボーイ がってん太助 (名前の由来は一心太助から取られている。)
- 一本太助（1998年放映の佐藤製薬「ユンケル黄帝液」コマーシャルのキャラクター。演じたのはタモリ）
- てっちゃん（カネテツデリカフーズのキャラクタの参考モデル[5]）